# مخطوطة قونية
مخطوطة قونية (رقمها: MS Evkaf Muzesi 1845+ أو Evkaf Muzesi 1845–1881) مخطوطة في متحف الفنون التركية والإسلامية، بخط يد ابن عربي وهو جزء من عمله الكبير الفتوحات المكية، الذي اكتمل في 37 مجلدًا في عام 1238.

## التاريخ
كتب ابن عربي الفتوحات المكية مرتين، الأولى كانت مسودة اكتملت في عام 1231، والأخيرة مراجعة —وهي المخطوطة القونية— التي اكتملت في عام 1238.(ص.53)  كان المخطوط جزءًا من وقف صدر الدين القونوي، وهو الآن محفوظ في متحف الفنون التركية والإسلامية في إسطنبول (MS Evkaf Muzesi) (1845–1881).

### طبعة القاهرة القياسية
نشرت دار الأميري في بولاق ثلاث طبعات من الفتوحات المكية في الأعوام 1269–1274، 1876، و1911. بينما كانت الطبعتان الأوليان نصوصًا مركبة من المسودة الأولى لابن عربي ومراجعته، قامت الطبعة الثالثة بنسخ نص المخطوطة القونية، بفضل جهود الأمير عبد القادر الجزائري في التحقيق. وأصبحت هذه الطبعة الثالثة هي الطبعة القياسية في القاهرة.

## الوصف
المخطوط هو مخطوط بخط اليد؛ كُتب بيد ابن عربي، باستثناء المجلد 9.(ص.53)
يحتوي العمل على 28 صورة رسمها ابن عربي بنفسه: أشكال هندسية تمثل وتوضح الجوانب الفيزيائية والفوق طبيعية. صُنعَت نُسَخ من هذه الصور في الإصدارات المنشورة من النص، ولكنها غير دقيقة، غير موثوقة.(ص.53)